# Szihalom, Heves
Szihalom  este un sat în districtul Füzesabony, județul Heves, Ungaria, având o populație de 1.968 de locuitori (2011). 

## Demografie
Componența etnică a satului Szihalom
     Maghiari (96,61%)
     Romi (2,46%)
     Necunoscut (0,29%)
     Alții (0,64%)
Componența confesională a satului Szihalom
     Romano-catolici (50,76%)
     Fără religie (11,94%)
     Reformați (3,71%)
     Atei (1,02%)
     Necunoscută (32,01%)
     Alte religii (1,22%)
Conform recensământului din 2011, satul Szihalom avea 1.968 de locuitori. Din punct de vedere etnic, majoritatea locuitorilor (96,61%) erau maghiari, cu o minoritate de romi (2,46%). Apartenența etnică nu este cunoscută în cazul a 0,29% din locuitori.  Din punct de vedere confesional, majoritatea locuitorilor (50,76%) erau romano-catolici, existând și minorități de persoane fără religie (11,94%), reformați (3,71%) și atei (1,02%). Pentru 32,01% din locuitori nu este cunoscută apartenența confesională.